# Семеновка (Калузька область)
Семеновка (рос. Семеновка) — село в Перемишльському районі Калузької області Російської Федерації.
Населення становить 4 особи. Входить до складу муніципального утворення Присілок Пєсочня.

## Історія
Від 2004 року входить до складу муніципального утворення Присілок Пєсочня

## Населення
| 2002 | 2010 |
| ---- | ---- |
| 7    | ↘4   |